# 格奥尔吉·巴济列维奇
格奥尔吉·德米特里耶维奇·巴济列维奇（俄語：Георгий Дмитриевич Базилевич，1889年—1939年）是一名苏联军事高级将领。

## 生平
1889年，出生于切尔尼戈夫省诺夫哥罗德-谢韦尔斯基县的农民家庭。
1910年，毕业于基辅军事军校，晋升军官。
1917年，加入俄共。
1918年，参加苏联红军，任巴拉绍夫—卡梅申防御地域司令、第8集团军革命军事委员会委员、东南方面军独立地段司令、顿河州驻军司令、乌克兰后备集团军司令。
1920年，任北高加索军区司令，
1921年，任远东共和国革命军事委员会特别事务协理军官、莫斯科军区司令助理。
1925年，任莫斯科军区司令。
1927年，任伏尔加河沿岸军区司令。
1931年，任苏联人民委员会所属防御小组委员会和防御委员会秘书。
1926年，为中央执行委员会委员、全俄中央执行委员会委员。
1938年，被捕。
1939年，被判处死刑。
1955年，平反。